# حصن آل الحسين (مودية)

تعديل مصدري - تعديل

حصن آل الحسين هي إحدى قرى عزلة مودية بمديرية مودية التابعة لمحافظة أبين، بلغ تعداد سكانها 44 نسمة حسب تعداد اليمن لعام 2004.